# Jean-Pierre Schmitz
Jean-Pierre Schmitz fue un exciclista profesional luxemburgués nacido en Huldange el 15 de febrero de 1932 y fallecido el 14 de noviembre de 2017.

## Palmarés

### Ruta
| 1954 - 1 etapa del Critérium del Dauphiné - Tour de Luxemburgo, más una etapa - Polymultipliée Lyonnaise - 1 etapa del Tour de l'Ouest - 1 etapa del Tour de l'Oise - 3.º en el Campeonato de Luxemburgo en Ruta 1955 - 2.º en el Campeonato Mundial en Ruta 1956 - 1 etapa del Tour de Francia - 3.º en el Campeonato de Luxemburgo en Ruta | 1957 - Gran Premio de Midi Libre 1958 - Campeón de Luxemburgo en ruta - 1 etapa del Tour du Sud-Est - Tour de Luxemburgo, más una etapa 1959 - 2.º en el Campeonato de Luxemburgo en Ruta 1960 - 2.º en el Campeonato de Luxemburgo en Ruta |

### Ciclocrós
1955
- Campeonato de Luxemburgo en Ciclocrós

1960
- Campeonato de Luxemburgo en Ciclocrós

## Resultados en Grandes Vueltas y Campeonatos del Mundo
Durante su carrera deportiva consiguió los siguientes puestos en las Grandes Vueltas y en los Campeonatos del Mundo en carretera:
| Carrera         | 1954 | 1955 | 1956 | 1957 | 1958 | 1959 | 1960 | 1961 |
| --------------- | ---- | ---- | ---- | ---- | ---- | ---- | ---- | ---- |
| Giro de Italia  | -    | -    | -    | -    | -    | -    | -    | -    |
| Tour de Francia | -    | -    | 36.º | Ab.  | 37.º | Ab.  | Ab.  | -    |
| Vuelta a España | -    | -    | -    | -    | -    | -    | Ab.  | -    |
| Mundial en ruta | -    | 2º   | -    | 25.º | Ab.  | Ab.  | Ab.  | -    |

-: No participa

Ab.: Abandono